# Piero Ciampi
Piero Ciampi (Livorno, 1934. szeptember 28. – Róma, 1980. január 19.) olasz énekes.

## Élete
Pályáját sanzonénekesként Párizsban 1957-ben kezdte, ahol saját szerzeményeit énekelte. Piero L’Italianò néven lépett fel. 1959-ben hazatért Olaszországba, és 1961-ben publikálta első 45-ös kislemezét. 1963-ban adta ki első albumát, 1976-ban pedig az utolsót.

## Magánélete
Kétszer nősült, első házasságában egy fia, míg a másodikban egy lánya született. Rengeteg problémája volt az alkohollal. Első, ír származású neje egy év múlva gyermekével együtt elhagyta. 1980-ban, 45 évesen egy kórház folyosóján, magányosan halt meg nyelőcsőrákban.

## Diszkográfia

### 45 ford./perc
- 1961: Conphiteor/La grotta dell'amore (Bluebell, BB 03044; Piero Litaliano néven)
- 1961: L'ultima volta che la vidi/Quando il vento si leva (Bluebell, BB 03056; Piero Litaliano néven)
- 1961. október: Fino all'ultimo minuto/Qualcuno tornerà (CGD, N 9310; Piero Litaliano néven)
  - Autunno a Milano/Hai lasciato a casa il tuo sorriso (CGD, N 9311; Piero Litaliano néven)
- 1962. január: Confesso/Non siamo tutti eroi (CGD, N 9325; Piero Litaliano néven)
- 1962. március: Lungo treno del Sud/Non siamo tutti eroi (CGD, N 9331; Piero Litaliano néven)
- 1962: Fra cent'anni/Confesso (CGD, N 9369; Piero Litaliano néven)
- 1962. október: Alé Alé/Fra cent'anni (CGD, N 9402; Piero Litaliano néven)
- 1963: Un giorno o l'altro ti lascerò/E va bene (Ariel, NF 501)
- 1965: Ho bisogno di vederti/Chieder perdono non è peccato (Ariel, NF 509)
- 1970: Tu no/Barbara non c’è (Det, DTP 59)
- 1971: L'amore è tutto qui/Il vino (Amico ZF 50173)
- 1972: Il giocatore/40 soldieri 40 sorelle (Amico ZSLF 50219)
- 1973: Io e te, Maria/Te lo faccio vedere chi sono io (Amico ZSLF 50276)
- 1975. január: Andare camminare lavorare/Cristo tra i chitarristi (RCA Italiana TPBO 1081; promóciós TPBO 1091)
- 1975. február: Andare camminare lavorare/Quando finisce un amore (RCA Italiana TPJB 1101) (vurlicerként; a B oldalon Riccardo Cocciante )
- 1975: Uffa che noia/Canto una suora (promóció, RCA Italiana TPBO 1178)

### EP
- 1961. október: Fino all'ultimo minuto/Qualcuno tornerà/Autunno a Milano/Hai lasciato a casa il tuo sorriso (CGD, E 6100)

### LP-k és CD-k
- 1963: Piero Litaliano (CGD, FG 5007)
- 1971: Piero Ciampi (Amico ZSLF 55041)
- 1973. február: Io e te abbiamo perso la bussola (Amico DZSLF 55133)
- 1975: Andare camminare lavorare e altri discorsi (RCA Italiana TPL1 1109)
- 1976: Dentro e fuori (dupla album, 1976) (RCA Italiana TCL2 1184)
- 1992: Il disco (Arcana; CD öt kiadatlan számmal az RCA-s időszakából)

### Élő
- 1995: Élő, Tenco'76, kiadva és provini (Papiro, PA 0011295)
- 2010: E continuo a cantare. Piero Ciampi élőben (Promo Music/Edel) (dupla CD: az elsőn Ciampi live 1976-ban a Club Tenco és a „Ciucheba” castiglioncellói helyszíneken; a másodikon élő emlékkoncert 2008-ban a Teatro Regio di Parmában)

### Antológiák
- 1981 : Regola mappa (RCA Italiana – Lineatre NL 33178)
- 1990 : Piero Ciampi albuma (LP triplo/CD doppio con sette inediti, RCA NL 74506 (3))
- 1995 : Piero Ciampi (Minden jót) (CD RCA 74321 32947 2)
- 1997 : Il mondo di Piero Ciampi (CD RCA Italiana - Lineatre 74321 51245 2)
- 2000 : Non siamo tutti eroi (Akciós Zene 52 OSM 049)
- 2010 : Piero Ciampi, a dal és a perbeli történet (CD + DVD) ( Sony Music 88697651802)
- 2010: Piero Ciampi (lemezszolgálat)

### Tisztelet
- 1992 : Te lo faccio vedere chi sono io! Gli amici cantano Piero Ciampi (BLU 004 CD) (19 művész élőben a Teatro Argentina, Róma,1990)
- 2000 : Inciampando (Interbeat) (1995-ben 14 művész élő a Teatro Brancaccio di Romában)
- 2012 : Cosa Resta di Piero Ciampi (Arroyo Records) (18 előadó élőben Premio Ciampi különböző éveiből)
- 2013 : Reinciampando. Atto primo (CD doppio Interbeat, INT0112) (tribute-ok: 1990-ből az argentinai és az 1995-ös brancacciói)

## Művei
- Canzoni e poesie, Róma, Lato Side, 1980
- Ho solo la faccia di un uomo. Kiadatlan költemények és elbeszélések, Marano Lagunare, GET, 1985
- Tutta l'opera, Milánó, Arcana, 1992 ISBN 88-7966-006-3

## Ritkaság
- Remus és Romulus
- Fantarádió Renato Zeróval
- Rettilario

## Fordítás
- Ez a szócikk részben vagy egészben  a   Piero Ciampi című francia Wikipédia-szócikk ezen változatának fordításán alapul.  Az eredeti cikk szerkesztőit annak laptörténete sorolja fel. Ez a jelzés csupán a megfogalmazás eredetét és a szerzői jogokat jelzi, nem szolgál a cikkben szereplő információk forrásmegjelöléseként.

## Bibliográfia
- Enrico De Angelis, Piero Ciampi. Dalok és költemények, Róma/Sanremo. Lato Side, 1980
- Enrico De Angelis, Piero Ciampi. Tutta l'opera, Milánó, Arcana Editore, 1992 ISBN 88-7966-006-3
- Giuseppe De Grassi, Maledetti amici. Cronache di vita, amore e canzoni d'intorno Piero Ciampi, Róma, Rai Eri, 2001 ISBN 88-397-1150-3
- Gisela Scerman, Piero Ciampi, una vita a precipizio. Il cantautore livornese raccontato dagli amici, Róma, Coniglio Editore, 2005 ISBN 88-88833-57-9
- Enrico Deregibus (szerk.), Dizionario completo della canzone italiana, Firenze, Giunti, 2006, ad vocem ISBN 978-88-09-04602-3
- Enrico De Angelis, Ugo Marchesellivel, Piero Ciampival. Discografia illustrata, Róma, Coniglio Editore, 2008 ISBN 978-88-6063-173-2
- Gianni Marchetti, Il mio Piero Ciampi. Pagine di un incontro, Róma, Coniglio Editore, 2010 ISBN 978-88-6063-233-3
- Gisela Scerman, Piero Ciampi. Maledetto poeta, Róma, Arcana, 2012 ISBN 978-88-6231-277-6
- Enzo Gentile, Lontani dagli occhi. Vita, sorte e miracoli di artisti espamplari, Laurana Editore, 2015; regényes életrajz, 59-83. o.